# 姿三四郎 (テレビドラマ)
本項で解説する『姿三四郎』（すがたさんしろう）は、富田常雄の小説『姿三四郎』を原作としてテレビドラマ化した作品である。
6回にわたってテレビドラマ化されており、1957年にKRテレビ（のちのTBSテレビ）で、1962年にNHKテレビ（のちのNHK総合テレビ）で、1963年にフジテレビ系列局で、1970年と1978年に日本テレビ系列局でレギュラー放送され、2007年にテレビ東京系列局でスペシャルドラマとして放送された。

## 1957年版
1957年11月5日から1958年6月24日までKRテレビで放送。全32話。八欧電機（後の株式会社ゼネラル→富士通ゼネラル）の一社提供。放送時間は毎週火曜 19:30 - 20:00 （日本標準時、以下同）。モノクロ作品。主演の姿三四郎役は牧真介。

### キャスト（1957年版）
- 姿三四郎：牧真介
- 佐々木孝丸
- 原保美
- 筑紫あけみ
- 旭輝子
- 折原啓子
- 加賀ちか子
- 桂典子
- 大友純
- 小林重四郎
- 里井茂
- 沢村国太郎
- 島田正吾
- 清水将夫
- 坂東簑助
- 松本染升
- 湊俊一
- 牟田悌三
- 千葉隆三
- 汐見洋
- 伊井友三郎
- 天津敏
- 若宮忠三郎

### スタッフ（1957年版）
- 原作：富田常雄
- 脚本：霜川遠志

### 放送日程（1957年版）
| 話数   | 放送日   | サブタイトル         |
| 1957年 | 1957年   | 1957年               |
| ------ | -------- | -------------------- |
| 1      | 11月5日  | 巻雲の章（前編）     |
| 2      | 11月12日 | 巻雲の章（後編）     |
| 3      | 11月19日 | 四天王の章（前編）   |
| 4      | 11月26日 | 四天王の章（中編）   |
| 5      | 12月3日  | 四天王の章（後編）   |
| 6      | 12月10日 | 流水の章（前編）     |
| 7      | 12月17日 | 流水の章（中編）     |
| 8      | 12月24日 | 流水の章（後編）     |
| 1958年 |          |                      |
| 9      | 1月7日   | 鹿鳴館の章（前編）   |
| 10     | 1月14日  | 鹿鳴館の章（後編）   |
| 11     | 1月21日  | 山嵐の章（前編）     |
| 12     | 1月28日  | 山嵐の章（中編）     |
| 13     | 2月4日   | 山嵐の章（後編）     |
| 14     | 2月11日  | 離合の章（前編）     |
| 15     | 2月18日  | 離合の章（中編）     |
| 16     | 2月25日  | 離合の章（後編）     |
| 17     | 3月4日   | 碧落の章（前編）     |
| 18     | 3月11日  | 碧落の章（中編）     |
| 19     | 3月18日  | 碧落の章（後編）     |
| 20     | 3月25日  | 旅立ちの章           |
| 21     | 4月1日   | すぱあらの章（前編） |
| 22     | 4月8日   | すぱあらの章（中編） |
| 23     | 4月15日  | すぱあらの章（後編） |
| 24     | 4月29日  | 愛染の章（前編）     |
| 25     | 5月6日   | 愛染の章（中編）     |
| 26     | 5月13日  | 愛染の章（後編）     |
| 27     | 5月20日  | 有縁の章（前編）     |
| 28     | 5月27日  | 有縁の章（中編）     |
| 29     | 6月3日   | 有縁の章（後編）     |
| 30     | 6月10日  | 一空の章（前編）     |
| 31     | 6月17日  | 一空の章（後編）     |
| 32     | 6月24日  | 終章                 |

## 1962年版
1962年4月4日から同年4月25日までNHKテレビで浪曲ドラマとして放送。全4話。放送時間は毎週水曜 20:00 - 20:29。モノクロ作品。主演の姿三四郎役は舟橋元。

### キャスト（1962年版）
- 姿三四郎：舟橋元
- 堀雄二
- 市川中車
- 井上昭文
- 前田昌明
- 若杉英二
- 浮田左武郎
- 城山順子
- 口演：玉川勝太郎

### スタッフ（1962年版）
- 原作・脚本：富田常雄
- 演出・脚色：阿部桂一、岡部重孝、
- 音楽：斎藤一郎
- 制作：NHK

## 1963年版
1963年11月18日から1964年5月11日までフジテレビ系列局で放送。全26話。放送時間は毎週月曜 20:00 - 20:56。モノクロ作品。主演の姿三四郎役は倉丘伸太郎。

### キャスト（1963年版）
- 姿三四郎：倉丘伸太郎
- 矢野正五郎：名和宏
- 檜垣源之助：内田良平
- 玄妙和尚：曽我廼家明蝶
- 君香：宇治みさ子
- 佐治田恵子
- 丹波哲郎
- 栗塚旭
- 伊藤榮子
- 北沢典子
- 荒木雅子
- 三田村元
- 北上弥太朗
- 石井竜一
- 上杉高也
- 竜崎一郎
- 岡譲司
- 藤山浩二
- 林彰太郎
- 本郷秀雄
- 青木義朗
- 香川良介
- 石倉英彦
- 原健策
- 原聖志郎
- 滝恵一
- 永野達雄
- 内海突破
- 沢井三郎
- 清水元
- 国友和歌子
- 新宮寺寛
- 小堀阿吉雄
- 天野刃一
- 松崎真
- 広田進司
- 相原昇
- 鳳衣子
- 近衛十四郎
- 鶴見丈二

### スタッフ（1963年版）
- 脚本：渡辺邦男、結束信二
- 監督：渡辺邦男
- 原作：富田常雄『姿三四郎』
- 制作：日本電波映画

### 主題歌（1963年版）
- 「姿三四郎」 歌：村田英雄

## 1970年版
1970年1月18日から同年9月20日まで日本テレビ系列局で放送。松竹と日本テレビの共同製作。全26話＋総集編1回。放送時間は毎週日曜 20:00 - 20:56。カラー作品。主演の姿三四郎役は竹脇無我。
前年の『柔道一直線』のヒットを受け、これに対する本道の柔道作品として制作された。フジテレビの1963年版ドラマで脚本・監督を務めた渡辺邦男が、本作でも脚本・監督を務めた。本作放送期間中の1970年7月25日には、同じ渡辺邦男監督・脚本、竹脇主演、松竹製作・配給で映画化されている（姿三四郎 (映画)#1970年版を参照）。

### キャスト（1970年版）
- 姿三四郎：竹脇無我
- 矢野正五郎：菅原謙次
- 玄妙和尚：進藤英太郎
- 門馬澄：鮎川いずみ
- 檜垣源之助：高城丈二
- 村井早乙美、南小路高子（二役）：新藤恵美
- 君香：朝丘雪路
- 門馬三郎：諸角啓二郎
- 村井半助：戸浦六宏
- 安吉（香車の安）：徳大寺伸
- 真崎東天：佐藤英夫
- 津久井譲介：山口崇（第21話から登場）
- 津崎公平：大下哲矢
- 檜垣鉄心：大塚吾郎
- 檜垣源三郎：大橋一元
- リスター：晴海勇三
- 壇義麿：松枝錦治
- 戸田雄次郎：松井良
- お仙：浦里はるみ
- 南小路光康：高野信二
- 折口大助：中山昭二
- 左文字大三郎：佐久間三雄
- 伊藤博文：竜崎一郎
- 谷干城：武藤英司
- 泉田洋志

以下はゲスト出演者。
- 虎之助：竹尾智晴（第3話）
- 八田：高木二朗（第10話）
- 布引好造：山田康雄（第14話）
- 青野武（第19話）

### スタッフ（1970年版）
- 脚本：渡辺邦男
- 監督：渡辺邦男
- 原作：富田常雄『姿三四郎』
- 制作協力：日活芸能
- 制作：松竹、日本テレビ

### 主題歌（1970年版）
- 「姿三四郎」 歌：姿憲子

### 放送日程（1970年版）
| 話数 | 放送日 （1970年） | サブタイトル           |
| ---- | ----------------- | ---------------------- |
| 1    | 1月18日           | 感激の入門             |
| 2    | 1月25日           | 生命の杭               |
| 3    | 2月1日            | 四天王誕生             |
| 4    | 2月8日            | 鹿鳴館                 |
| 5    | 2月15日           | 決戦の日               |
| 6    | 2月22日           | 託された秘密           |
| 7    | 3月1日            | 紘道館                 |
| 8    | 3月8日            | 右京ケ原の死闘         |
| 9    | 3月15日           | 旅立ち                 |
| 10   | 3月22日           | スパーラの挑戦         |
| 11   | 3月29日           | 必殺の唐手             |
| 12   | 4月5日            | 雄飛                   |
| 13   | 4月12日           | 宿敵・リスター         |
| 14   | 4月19日           | 決闘・峰の薬師         |
| 15   | 4月26日           | 殺気の影               |
| 16   | 5月10日           | 車引き三公             |
| 17   | 5月17日           | 一刀流の暗殺者         |
| 18   | 5月24日           | 闇討ち                 |
| 19   | 6月7日            | 謎の手裏剣             |
| 20   | 6月14日           | スパイとの対決         |
| 21   | 6月21日           | 老師の愛               |
| 22   | 7月5日            | 一万本稽古             |
| 23   | 7月26日           | 狼男                   |
| 24   | 8月2日            | 断崖の死闘             |
| 25   | 8月23日           | 紘道館精神             |
| 26   | 8月30日           | 日本一                 |
| 27   | 9月20日           | 総集編・右京ケ原の決闘 |

## 1978年版
1978年10月7日から1979年3月31日まで日本テレビ系列局の『土曜グランド劇場』枠で放送。東宝制作。全26話。カラー16 mmフィルム作品。主演の姿三四郎役は勝野洋。
岡田晋吉が企画を担当した関係で、『太陽にほえろ!』『飛び出せ!青春』『俺たちの朝』『大都会 闘いの日々』『いろはの"い"』『大追跡』等のそれまでの岡田プロデュース作品から俳優陣が大勢起用された。本作は、前半3か月と後半3か月でドラマの流れ、レギュラーの入れ替わり（北村和夫、大滝秀治、秋野太作の出演終了、石橋正次の加入など）から違いがあり、2部構成のような形となっている。ライターの治郎丸明穂によると、このドラマでの姿三四郎の得意技「山嵐」は他の映像作品『姿三四郎』で演じられている形態（講道館が認定する「手技」としての山嵐）ではなく、「これが真の西郷四郎の山嵐」という説のある大東流合気柔術の「四方投げ」に似た形態のものが演じられている。尚、西郷四郎は姿三四郎のモデルとなった柔道家で、山嵐が得意技であった。

### キャスト（1978年版）
- 姿三四郎：勝野洋
- 矢野正五郎：露口茂
- 村井乙美、南小路高子（二役）：竹下景子
- お吟：長谷直美
- 檜垣源之助、檜垣鉄心（二役）：沖雅也
- 安吉（香車の安）：柴田恭兵
- 門馬澄：志穂美悦子
- 村井半助：北村和夫
- 真崎東天：竜雷太
- 辰吉：藤岡琢也
- 壇義麿：片岡五郎
- 野々宮万作：秋野太作
- 隆昌寺和尚：大滝秀治
- 津久井譲介：中康次
- 檜垣源三郎：石橋正次
- 南小路光康子爵：渥美国泰
- 門馬三郎：小松方正
- 椿早苗：萩尾みどり
- 布引好造：江幡高志
- 天誅党・井沢周造：佐藤慶
- 戸田雄次郎：山本紀彦
- 津崎公平：森大河
- 新関虎之助：佐山泰三
- 椿正太：金子信雄
- 谷干城：西村晃
- 山門甚九郎：八名信夫
- 折口大助： 清水綋治
- 掛札兵助： 浜田晃
- サハロフ：団次郎
- 清閑寺静馬：高橋昌也
- 松元清二郎：片桐竜次
- 松木天洋（張都司）： 福本清三
- お仙： 夏桂子
- 五月：鈴鹿景子
- 竹田かほり
- 山本昌平
- 荻野目慶子
- 速水亮
- 平泉征
- 嶋めぐみ
- 藤江リカ
- 新みのる

### スタッフ（1978年版）
- 企画：岡田晋吉、梅浦洋一
- プロデューサー：川口晴年（日本テレビ）、石井幸一（東宝）、山本悦夫（東宝）
- 原作：富田常雄『姿三四郎』
- 企画協力：野瀬光二
- 脚本：「放送日程」参照。
- 監督：「放送日程」参照。
- 音楽：三木たかし
- 題字：白井詠二（鶴岡八幡宮）
- 制作協力：国際放映
- 制作：東宝

### 放送日程（1978年版）
| 話数   | 放送日   | サブタイトル   | 脚本               | 監督       | ゲスト                       |
| 1978年 | 1978年   | 1978年         | 1978年             | 1978年     | 1978年                       |
| ------ | -------- | -------------- | ------------------ | ---------- | ---------------------------- |
| 1      | 10月7日  | 青春           | 小川英、杉村のぼる | 山本迪夫   | 高橋昌也                     |
| 2      | 10月14日 | 出会い         | 小川英、杉村のぼる | 山本迪夫   |                              |
| 3      | 10月21日 | 宿敵           | 石川孝人           | 土屋統吾郎 |                              |
| 4      | 10月28日 | 山嵐           | 柏原寛司           | 土屋統吾郎 | 横谷雄二                     |
| 5      | 11月4日  | わらべ唄       | 小川英、杉村のぼる | 山本迪夫   |                              |
| 6      | 11月11日 | 敵討ち         | 鴨居達比古         | 山本迪夫   | 西村晃                       |
| 7      | 11月18日 | 慢心           | 畑嶺明             | 土屋統吾郎 |                              |
| 8      | 11月25日 | 暗殺           | 小川英、篠崎好     | 土屋統吾郎 | 浜田晃                       |
| 9      | 12月2日  | 生きる         | 鎌田敏夫           | 山本迪夫   | 清水綋治、西村晃             |
| 10     | 12月9日  | 父と娘         | 渡邊由自、小川英   | 山本迪夫   | 森幹太                       |
| 11     | 12月16日 | 男の闘い       | 小川英、四十物光男 | 土屋統吾郎 | 竹田かほり、伊沢一郎         |
| 12     | 12月23日 | 男・その死     | 柏原寛司           | 土屋統吾郎 | 片桐竜次、石川雄大           |
| 13     | 12月30日 | 決闘           | 杉村のぼる、小川英 | 山本迪夫   | 佐山泰三                     |
| 1979年 |          |                |                    |            |                              |
| 14     | 1月6日   | 宿命           | 畑嶺明、小川英     | 山本迪夫   | 速水亮、荻野目慶子           |
| 15     | 1月13日  | 出発           | 渡邊由自、小川英   | 土屋統吾郎 |                              |
| 16     | 1月20日  | スパアラ       | 杉村のぼる、小川英 | 土屋統吾郎 | 姿鉄太郎、ジェーソン・ヘラー |
| 17     | 1月27日  | 死斗・峰の薬師 | 柏原寛司           | 山本迪夫   |                              |
| 18     | 2月3日   | 敗北           | 塩田千種           | 山本迪夫   | 藤江リカ                     |
| 19     | 2月10日  | 慕情           | 石川孝人、小川英   | 土屋統吾郎 | 滝沢双                       |
| 20     | 2月17日  | 友情           | 畑嶺明、小川英     | 土屋統吾郎 | 市原清彦、林邦史朗           |
| 21     | 2月24日  | 明暗           | 渡邊由自、小川英   | 山本迪夫   | 団次郎、北川欽三             |
| 22     | 3月3日   | ふたり三四郎   | 杉村のぼる、小川英 | 山本迪夫   | 山本昌平、南条弘二           |
| 23     | 3月10日  | 妹             | 柏原寛司           | 土屋統吾郎 | 鈴鹿景子、平泉征             |
| 24     | 3月17日  | 愛             | 畑嶺明、小川英     | 土屋統吾郎 | 新みのる                     |
| 25     | 3月24日  | 捨て身         | 石川孝人           | 山本迪夫   | 岡田裕司                     |
| 26     | 3月31日  | 嵐の中で       | 小川英、杉村のぼる | 山本迪夫   | 山本昌平、幸田宗丸           |

## 2007年版
2007年12月6日（木曜） 21:00 - 23:00 （日本標準時）にテレビ東京系列局で放送。共同テレビジョンとテレビ東京の共同製作。主演の姿三四郎役は加藤成亮（NEWS）。
原作に比べて青春ラブストーリー色を強めた内容となっており、タイトルにも「愛と青春のドラマスペシャル」を冠している（番組表上では「痛快！伝説のヒーロードラマ“姿三四郎”」と表記）。本作には、1970年版テレビドラマで姿三四郎役を務めた竹脇無我が佐々源一郎役で出演している。
2009年11月23日（月曜・祝日） 13:30 - 15:40 に製作局のテレビ東京のみで再放送された。

### キャスト（2007年版）
- 姿三四郎：加藤成亮（NEWS）[7]
- 南小路高子：中越典子[5]
- 津久井譲介：要潤[7]
- 左文字大三郎：風間俊介（ジャニーズJr.）[7]
- 檜垣源之助：波岡一喜[7]
- 村井乙美：本仮屋ユイカ[5]（友情出演）[7]
- 布引好造：宇梶剛士[7]
- おせき：野川由美子[7]
- 南小路光康：小日向文世[7]
- お仙：かたせ梨乃[7]
- 矢野正五郎：中村梅雀[7]
- 佐々源一郎：竹脇無我
- 村井：橋本さとし
- 平山広行
- 田中要次
- 市川勇
- 仲里依紗
- 加藤満
- 藏内秀樹
- 竹本純平
- ベルナール・アッカ
- 西村理沙
- 高松史絵
- ドゥ・ペルデル・サム
- ガース・ネルソン
- ジャンルーカ・ミナリ
- 後藤健
- 森崎えいじ
- 出口正義
- 山口善生
- 武田滋裕
- 伊勢田隆弘
- ナレーション：山本耕史

### スタッフ（2007年版）
- 原作：富田常雄『姿三四郎』
- 脚本：戸田山雅司
- 演出：木下高男
- 脚本協力：丸茂周
- 音楽：五十嵐由美
- CG：ゲネロ・スタジオ
- スタントコーディネーター：釼持誠
- 資料提供：講道館、イメージユニオン
- ロケ協力：日光江戸村、博物館明治村、学士会館、宇都宮観光コンベンション協会、栃木県フィルムコミッション、とちぎフィルム応援団、日本ラインフィルムコミッション連絡協議会、犬山ロケサービスチーム ほか
- 協力：ベイシス、バスク、フジアール
- チーフプロデューサー：小川治（テレビ東京）
- プロデューサー：岡部紳二、高橋萬彦、伊賀宣子、小山田雅和
- 制作：共同テレビジョン、テレビ東京